# Haplinis minutissima
Haplinis minutissima là một loài nhện trong họ Linyphiidae.
Loài này thuộc chi Haplinis. Haplinis minutissima được A. David Blest miêu tả năm 1979.